# 2194 Арпола
2194 Арпола (1940 GE, 1965 JC, 1973 QB1, 1977 VP, 2194 Arpola) — астероїд головного поясу, відкритий 3 квітня 1940 року.
Тіссеранів параметр щодо Юпітера — 3,557.